# 야마다 다카히로
야마다 다카히로(일본어: 山田 隆裕, 1972년 4월 29일 ~ )는 일본의 전 축구 선수이다.

## 구단 경력
1991년 일본 사커 리그의 닛산 자동차(요코하마 마리노스)에 입단했다. 1995년에 J1리그 우승을 차지했다. 1997년까지 159경기에 출전하여, 18득점을 넣었다. 1998년부터 1999년까지 교토 퍼플 상가와 베르디 가와사키에서 뛰었다. 2000년 J2리그의 베갈타 센다이로 이적했다. 2001년 J2리그 준우승으로 J1리그로 승격했다. 2003년 현역 은퇴.

## 국가대표팀 경력
1992년 AFC 아시안컵, 1994년 아시안 게임에 참가할 일본 국가대표팀에 발탁되었다. 그는 1994년 9월 27일 오스트레일리아과의 경기에서 국가대표팀에 데뷔했다.

## 통계
| 일본 | 일본 | 일본 |
| 연도 | 출전 | 득점 |
| ---- | ---- | ---- |
| 1994 | 1    | 0    |
| 통산 | 1    | 0    |